# Kościół św. Franciszka i św. Bernardyna w Wilnie

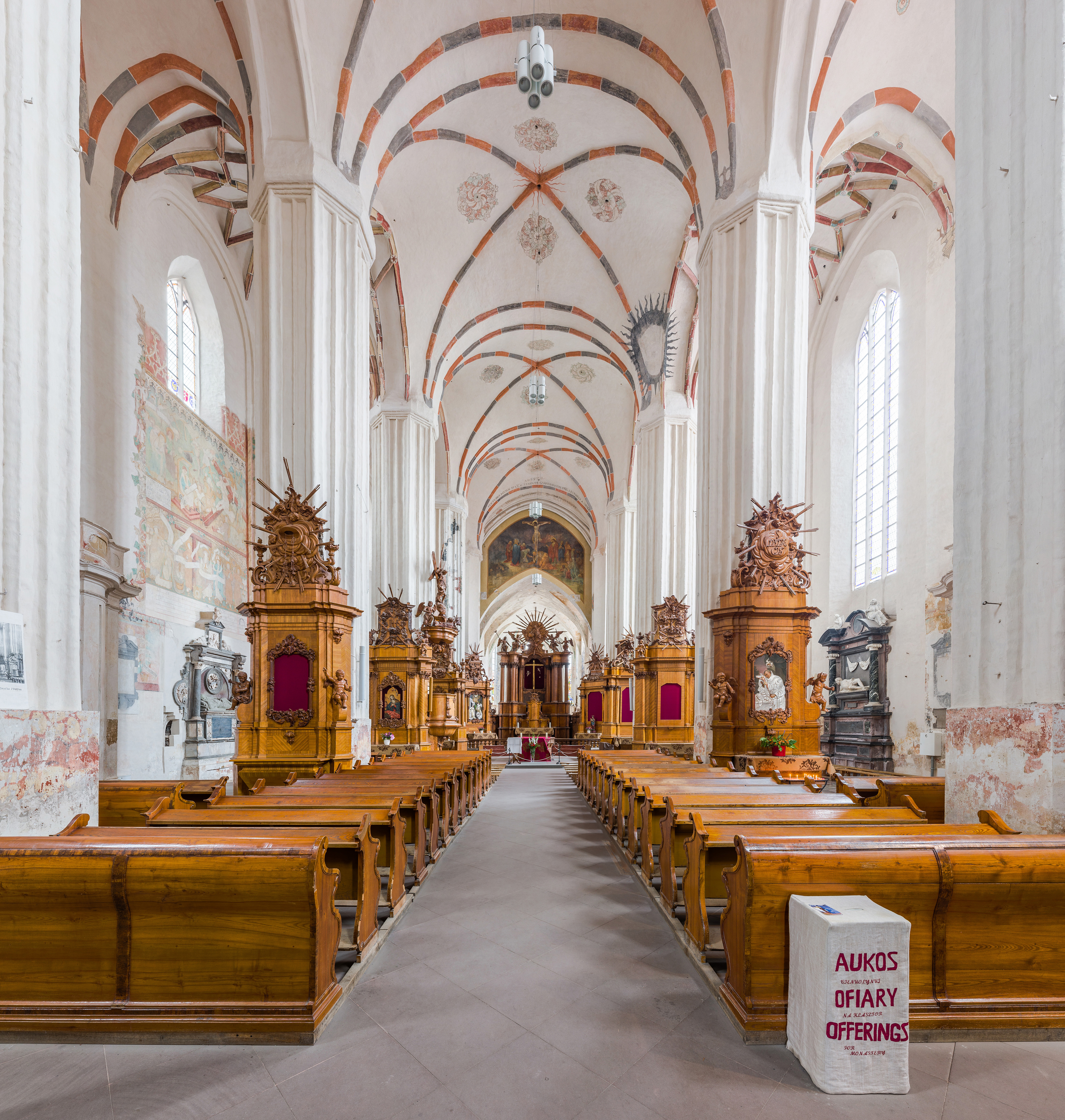
Wnętrze

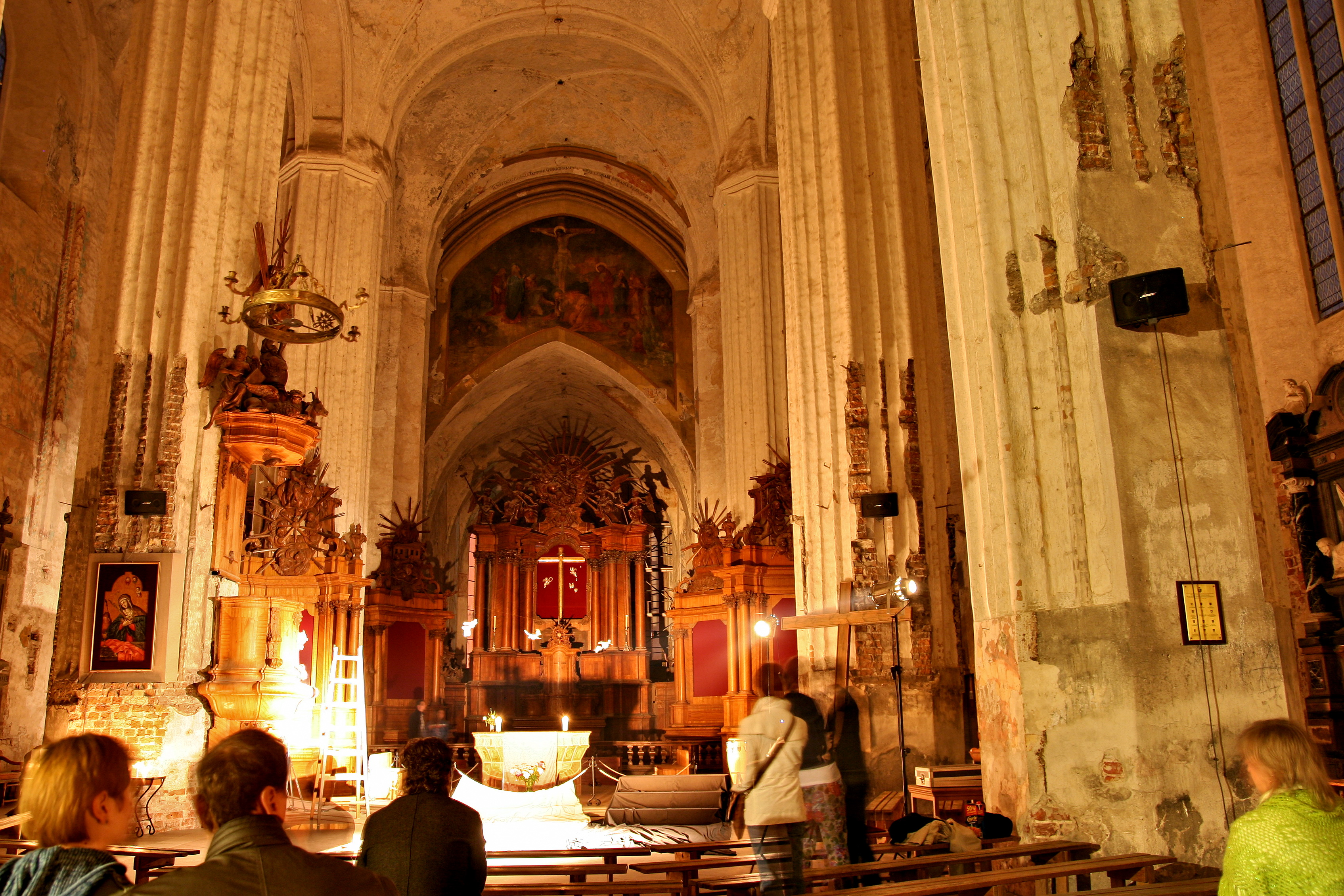
Wnętrze kościoła

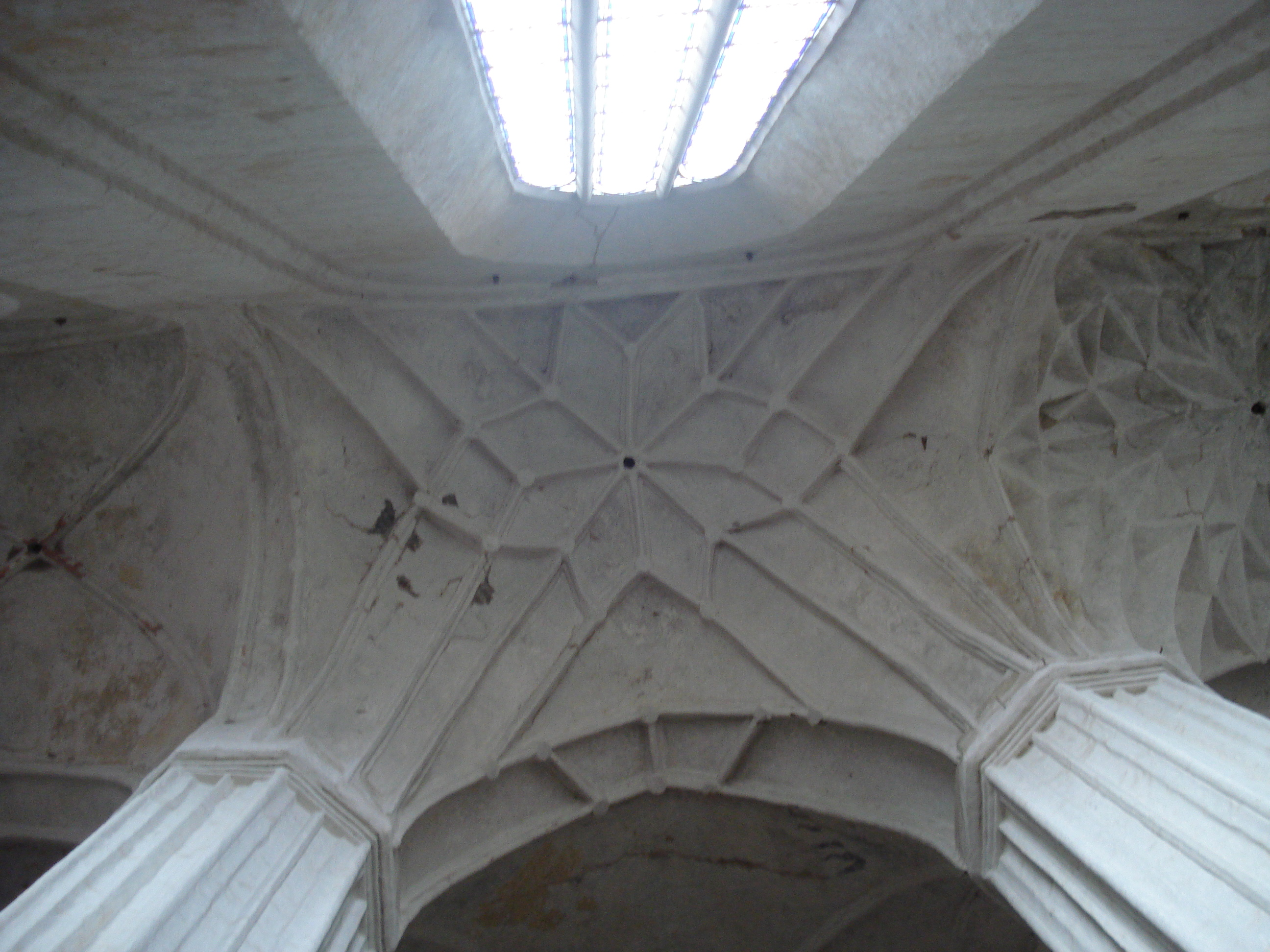
Fragment sklepień

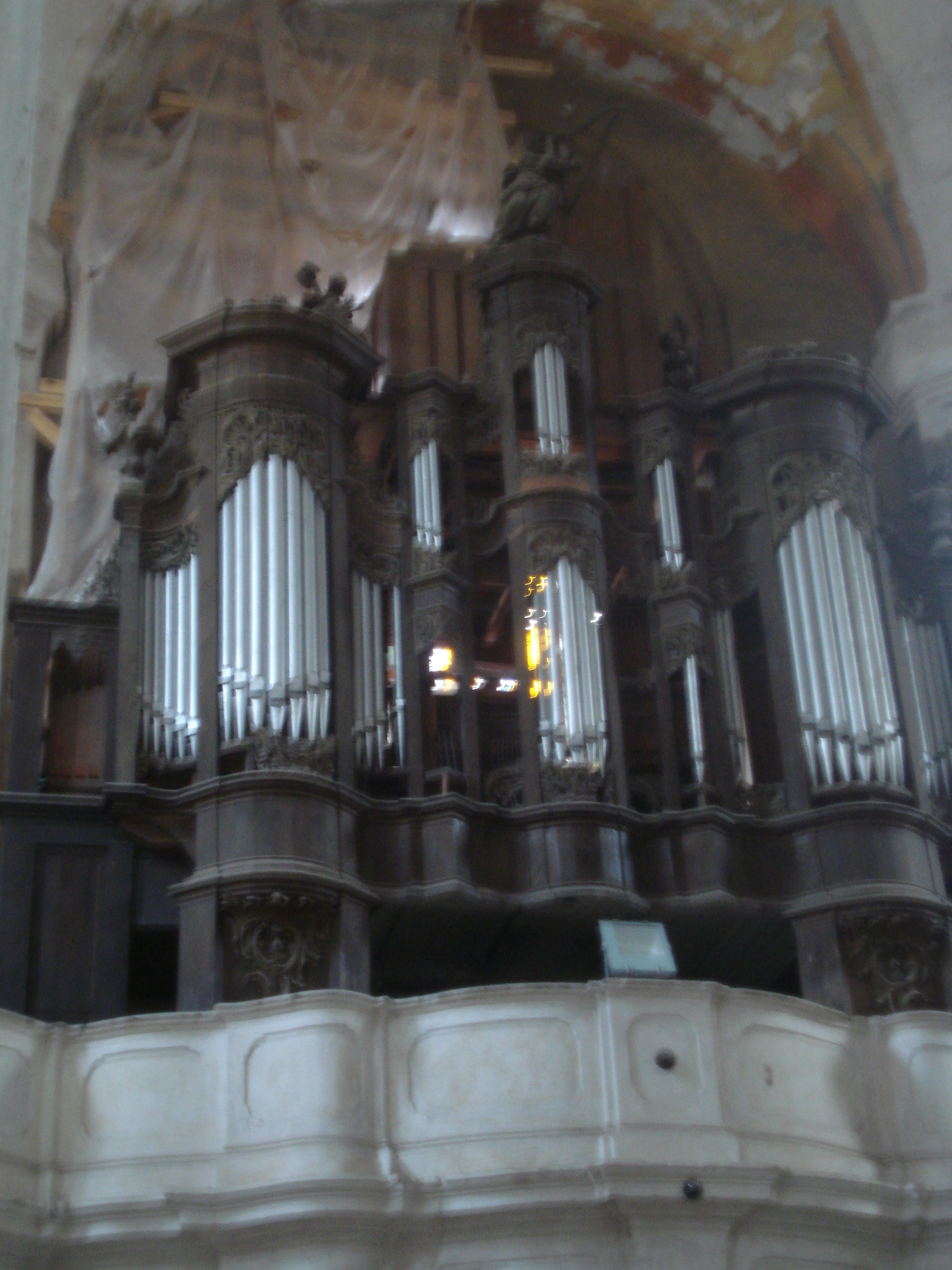
Prospekt organowy

Kościół św. Franciszka i św. Bernardyna w Wilnie – kościół położony przy ulicy Maironio 10 (przed 1945 – ul. św. Anny), za kościołem św. Anny, nieopodal rzeki Wilenki. Wybudowany w stylu gotyckim w latach 1469–1500 dla zakonu franciszkanów; później wielokrotnie przebudowywany.
Kościół św. Franciszka z Asyżu został wzniesiony najprawdopodobniej w miejscu Krzywego Grodu, spalonego w 1390 w czasie litewskiej wojny domowej (1389–1392).
W 1506 wznowiono prace budowlane, którymi kierował sprowadzony z Gdańska Michal Enkinger. Budowę świątyni wsparli Radziwiłłowie – wojewoda wileński Mikołaj, a później kardynał Jerzy.
Około 1520 budowla była gotowa i miała formę kościoła halowego, trójnawowego, pięcioprzęsłowego z wydłużonym prezbiterium. Kościół miał początkowo charakter budowli obronnej. Dowodzą tego zbudowane w czterech  narożach wieżyczki.
Obok kościoła wzniesiono dzwonnicę: przepiękna wieżyca, istne arcydzieło polskiego gotyku.
W latach 1560 i 1564 kościół ogarnęły pożary, okazały się więc konieczne dalsze przebudowy: to w ich wyniku nawy boczne otrzymały w 1579 sklepienia sieciowe i kryształowe a zakrystia – sieciowe. Ówczesna świątynia przetrwała, z niewielkimi zmianami, do naszych czasów.
W 1598 bernardyni otrzymali od papieża Klemensa VIII za pośrednictwem wojewody mińskiego Jana Paca słynący łaskami obraz Matki Boskiej Budzkiej. W latach następnych przy kościele powstały trzy kaplice:
- Kaplica św. Michała (1600), ufundowana przez Mikołaja Hlebowicza,
- Kaplica Trzech Króli (1632, później zmieniono wezwanie na św. Floriana),
- Kaplica Pana Jezusa w Piwnicy.

Na dekoracje świątyni znaczne środki wyłożył ród Chodkiewiczów.
W kościele znajdował się obraz Marii z Dzieciątkiem adorowanej przez św. Franciszka z Asyżu i św. Bernardyna ze Sieny (tzw. Matka Boska Świętomichalska lub Sapieżyńska), który w XVI w. zasłynął łaskami i cudami. Później został przeniesiony do kościoła św. Michała, a od 1989 r. znajduje się w wileńskiej katedrze.
W latach 1655–1660 kościół poniósł dotkliwe straty podczas okupacji moskiewskiej Wilna, kiedy to został zdewastowany przez kozaków, a w jego wnętrzu dokonano mordu zakonników i mieszczan szukających schronienia. Odbudowę wsparł hojnie ówczesny wojewoda wileński i hetman wielki litewski Michał Kazimierz Pac. Przesklepiono wtedy kolebką prezbiterium. W 1690 zbudowano w kościele ambonę, a w XVIII w. 14 rokokowych ołtarzy z drewna klonowego, bogato ozdobionych rzeźbami. Efektownie prezentował się zwłaszcza ołtarz wielki z 1710, za którym mieścił się chór zakonny z bogato rzeźbionymi stallami. W podobnym stylu zbudowano konfesjonały, balustrady i obramowania portali.
W czasach I rozbioru Polski (1772) w klasztorze żyło 51 zakonników.
W 1794 kościół i klasztor ucierpiały podczas oblężenia i ostrzału Wilna przez Rosjan. Odbudowa świątyni doprowadziła do zmian w wyglądzie jej fasady. Otynkowano ją (wraz z całym kościołem) na czerwono.
W XIX wieku rosyjski architekt N. Czagin dobudował neogotycką dzwonnicę, nawiązującą do dekoracji pobliskiego kościoła św. Anny.
W 1864 w ramach polityki niszczenia struktur Kościoła katolickiego po stłumionym powstaniu styczniowym władze rosyjskie za rządów Murawiewa skasowały zakon bernardynów. Zakonnicy zostali przeniesieni do Mohylewa i Kretyngi. Sama świątynia natomiast stała się kościołem parafialnym dla nowo utworzonej parafii, a budynki klasztorne zamieniono na koszary dla armii rosyjskiej. W okresie późniejszym znalazł w nich siedzibę Wydział Sztuk Pięknych Uniwersytetu Wileńskiego.
Taki stan rzeczy miał zasadniczo miejsce także w okresie II Rzeczypospolitej – część klasztoru zajmowało Wojsko Polskie, część – wspomniany wydział a część – kilku zakonników, którzy powrócili do Wilna po odzyskaniu przez Polskę niepodległości.
W październiku 1939, gdy Rosjanie przekazali Wilno Litwie, w kościele bernardyńskim powstał ruch oporu przeciwko nowej władzy; kierował nim miejscowy wikariusz, ksiądz Hlebowicz. Stworzona przez niego grupa działała i wówczas, gdy Wilno zdobyli Niemcy, a on sam został przeniesiony w głąb Litwy.
Pod koniec lat 40. władze sowieckie zamknęły kościół. Jego cenne wyposażenie zostało zrabowane, a sam kościół ulegał postępującej dewastacji pełniąc rolę magazynu Instytutu Sztuki.
Po upadku komunizmu i odzyskaniu w 1990 przez Litwę niepodległości podjęto decyzję o przekazaniu kościoła wiernym w 1994, a następnie rozpoczęciu remontu kościoła i klasztoru, co jednak okazało się zadaniem niełatwym z uwagi na ogromny zakres zniszczeń samego budynku (mury i posadzki) i straty w wyposażeniu; w kościele stał tylko szkielet ołtarza głównego i organów, ambona oraz zdewastowane stalle zakonne.
Znajdują się tu również nagrobki Piotra Wiesiołowskiego i Stanisława Radziwiłła, który zmarł w 1599.
Wewnątrz kościoła w 1981 odkryto gotyckie malowidła ścienne z początku XVI wieku, które stanowią unikat na skalę światową. Ich stylistyka jest gotycka, ale kompozycja i przedstawienie noszą cechy renesansu. Przedstawiają barwne kompozycje figuralne o tematyce biblijnej i hagiograficznej oraz napisy czcionką gotycką, ornamentykę roślinną i znaki heraldyczne.

## Architektura
Bryła kościoła, jednego z największych gotyckich kościołów w dawnej Rzeczypospolitej, ma 42,2 m długości i 24 m szerokości i jest ta sama co przed wiekami – parter z ostrołukowymi, gotyckimi oknami wspierają przypory. Misterne, rozczłonkowane na fasadach (zbudowane w drugiej połowie XVI wieku), masywne i proste przy apsydzie (początek XVI wieku). Szczyt wieńczący fasadę zachodnią wzniesiono po zniszczeniach 1794; ozdobiony wnękami „ślepych” okien i niszą z freskiem Chrystusa Ukrzyżowanego, autorstwa Kanuta Rusieckiego z połowy XIX wieku. Szczyt flankują dwie ośmioboczne wieżyczki, niejako miniatury gotyckiej dzwonnicy kościoła.
Wnętrze kościoła jest halowe, podzielone ośmioma kolumnami na trzy nawy. Zachowało się beczkowe sklepienie prezbiterium z lunetami; w nawach i w kruchcie zachowały się też oryginalne (choć zniszczone)  XVI-wieczne sklepienia krzyżowe, gwiaździste i kryształowe; ten ostatni typ sklepienia zachował się też w zakrystii – najstarszym budynku kompleksu, znajdującym się na południowym dziedzińcu kościoła. Średniowieczne sklepienia zachowały się także w dawnym wirydarzu klasztornym, w którym mieści się obecnie Akademia Sztuk Pięknych.